# Слобода (Хвастовичский район)
Слобода — село в Хвастовичском районе Калужской области. Центр сельского поселения «Село Слобода».

## История
Из Издания Императорского общества истории и древностей российских за 1902 год «Сотницы (1537—1597) Грамоты и Записи(1561—1696)» автор Сергей Шумаков. За 1595 год упомянуты в числе прочих и Межилоховье, Слободка тожъ на речке на Ручью.

Д. Межилоховье, Слободка тожъ, на речькъ на Ручью, а въ ней крестьянъ: во дв. Филька Ивановъ, во дв. братъ его Иванко Ивановъ, во дв. Мишка Дементьевъ, во дв. Васька Гридинъ, во дв. Гаврилко Ивановъ, во дв. Васька Климовъ, во дв. Гридя Ивановъ, во дв. племянникъ его Иванко Денисовъ. да на другой стороне Ручья: во дв. Гарасимко Семеновъ да зять ево Микитка, во дв. Куземка Ивановъ, во. дв. Митя Деменинъ. Пашни паханые худые земли 40 ч. въ полъ, а въ дву потому жъ; съна по дубровкамъ и по лужкомъ по рубежъ Василия Панютина 50.; лъсу черново зъ бортными ухожьи до ръчки до Стайки до Васильева рубежа Панютина въ длину на 3 в., а поперегъ на 2 в. Да подъ деревнею жъ меленка колотовка. — Выпись с писцовых книг Т. Г. Вельяминова и А. И. Колтовскаго с товарищами на вотчины «Свинскаго» монастыря в городе Брянске и Брянском уезде от 7 апреля 1595 года
В «Списке населенных мест Калужской губернии» за 1859 год упоминается как казённая деревня «Межелохова (Слобода)» Жиздринского уезда при ручье Слобожанке, в которой насчитывалось 158 дворов и проживало 1355 человек.
После реформ 1861 года деревня вошла в состав Подбужской волости. На 1880 год в ней числилось 260 дворов и 1704 жителя. Имелись школа, 3 лавки и постоялый двор. По данным переписи 1897 года население деревни составляло 2124 человека, все православные.
В 1898 году в деревне была построена деревянная церковь, освещённая 12 февраля того же года во имя иконы Божией Матери «Киево-Печерская». В 1933 году храм был закрыт и переоборудован под зерносклад, а в 1960-е годы перестроен под школу и столовую. В 1996 году здание было передано епархии, после чего практически полностью разобрано и заменено новым, также деревянным, которое в настоящее время носит название Успения Пресвятой Богородицы.

## Население
| 2002 | 2010 |
| ---- | ---- |
| 160  | ↘99  |